# Royal Welch Fusiliers

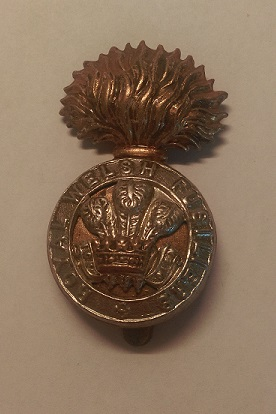
Mützenabzeichen der Royal Welch Fusiliers

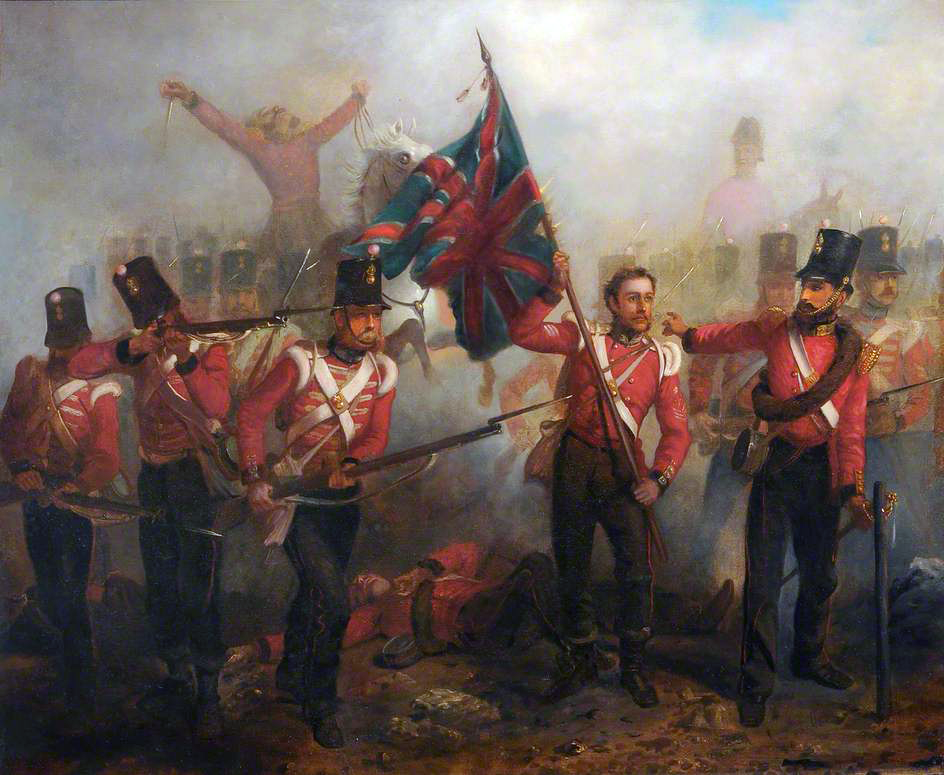
Soldaten der Royal Welsh Fuzileers in der Schlacht an der Alma 1854

Tactical Recognition Flash der Royal Welch Fusiliers

Die Royal Welch Fusiliers (deutsch Königlich-Walisische Füsiliere) waren ein Infanterieregiment der britischen Armee, das von 1689 bis 2006 bestand.

## Geschichte
Das Regiment wurde am 16. März 1689 von Colonel Henry Herbert, 4. Baron Herbert of Chirbury, in Ludlow in den Welsh Marches aufgestellt. Es wurde im Auftrag König Wilhelms III. aufgestellt, um in Irland gegen den mit der Glorious Revolution kürzlich abgesetzten König Jakob II. zu kämpfen. Es kam erstmals in der Schlacht am Boyne (1690) zum Einsatz und kämpfte auch in Athlone (1691) und Aughrim (1691). Später schiffte sich das Regiment nach Flandern ein, wo es 1695 an der Belagerung von Namur teilnahm.
Das Regiment wurde bis 1751 gewöhnlich nach seinem jeweiligen Colonel benannt und hieß entsprechend zunächst unter Henry Herbert, 4. Baron Herbert of Chirbury Lord Herbert’s Regiment of Foot, unter dessen Nachfolgern Charles Herbert, Toby Purcell und Sir John Morgan, 2. Baronet, Herbert’s Regiment of Foot, Purcell’s Regiment of Foot und Morgan’s Regiment of Foot etc.
1702 erhielt das Regiment als eines der ersten in der Britischen Armee die Rolle, als Füsiliere zum Schutz der Artillerie zu dienen und erhielt den Alternativnamen The Welch Regiment of Fuzileers und wurde dazu mit Steinschlossgewehren ausgerüstet. Als königliche Auszeichnung für seine Leistungen im Spanischen Erbfolgekrieg wurde der Name 1713 zu The Royal Regiment of Welch Fuzileers ergänzt. 1747 wurde das Regiment seinem protokollarischen Rang nach als 23rd Regiment of Foot nummeriert und erhielt am 1. Juli 1751 den amtlichen Namen 23rd Regiment of Foot (Royal Welsh Fuzileers). Am 1. Juli 1881 wurde das Regiment im Rahmen der Childers-Reformen zu The Royal Welsh Fusiliers umbenannt und den walisischen Counties Caernarvonshire, Denbighshire, Flintshire, Merionethshire und Anglesey zugeordnet, wobei die dortigen Miliz- und Freiwilligen-Bataillone dieser Counties ins Regiment eingegliedert wurden. Am 1. Januar 1921 wurde die amtliche Schreibweise des Regimentsnamens mit The Royal Welch Fusiliers wieder zur altertümlichen Schreibweise (Welch anstatt Welsh für walisisch) geändert, die das Regiment ursprünglich verwendet hatte.
Am 1. März 2006 wurde das Regiment mit dem Royal Regiment of Wales (24th/41st Foot) zum Regiment der Royal Welsh verschmolzen.
Der Regimentssitz war das im Norden von Wales gelegene Wrexham und das Regimentsmuseum befindet sich in Caernarfon.

## Colonels
Colonel-in-Chief des Regiments waren:
- 1901–1936: König Georg V.
- 1936–1953: König Georg VI.
- 1953–2022: Königin Elisabeth II.

Colonel of the Regiment waren:
- 1689: Colonel Henry Herbert, 4. Baron Herbert of Chirbury
- 1689–1691: Colonel Charles Herbert
- 1691–1692: Colonel Toby Purcell
- 1692–1693: Colonel Sir John Morgan, 2. Baronet
- 1693–1705: Lieutenant-General Richard Ingoldsby
- 1705–1739: General Joseph Sabine
- 1739–1743: Colonel Newsham Peers
- 1743–1761: General John Huske
- 1761–1775: Lieutenant-General Hon. George Boscawen
- 1775–1786: General Sir William Howe, 5. Viscount Howe
- 1786–1823: General Richard Grenville
- 1823–1851: General Sir James Willoughby Gordon, 1. Baronet
- 1851–1855: Lieutenant-General Sir George Charles D’Aguilar
- 1855–1860: Lieutenant-General Henry Rainey
- 1860–1875: General Sir William John Codrington
- 1875–1898: General Charles Crutchley
- 1898–1910: General Sir Edward Bulwer
- 1910–1914: Major-General Hon. Sir Savage Lloyd Mostyn
- 1914–1915: Major-General Sir Luke O’Connor
- 1915–1926: Lieutenant-General Sir Francis Lloyd
- 1926–1938: Lieutenant-General Sir Charles Macpherson Dobell
- 1938–1942: Major-General John Randle Minshull-Ford
- 1942–1947: Major-General Nigel Maitland Wilson
- 1947–1948: Brigadier Llewellyn Augustus Arthur Alston
- 1948–1952: Brigadier Sir Eric Ommanney Skaife
- 1952–1965: Maj-Gen. Sir Hugh Charles Stockwell
- 1965–1974: Colonel John Edward Theodore Willes
- 1974–1984: Major-General Peter Raymond Leuchars
- 1984–1990: Brigadier Anthony Chester Vivian
- 1990–1997: Major-General Richard Morgan Llewellyn
- 1997–2001: Brigadier David John Ross
- 2001–2005: Major-General Brian Peter Plummer
- 2005–2006: Major-General Jonathon Peter Riley

## Battle Honours
Das Regiment nahm im Laufe seiner Geschichte an zahlreichen Feldzügen und Schlachten teil und wurde mit den folgenden Battle Honours ausgezeichnet (englische Originalbezeichnungen):
- Vor 1914: Namur 1695, Blenheim, Ramillies, Oudenarde, Malplaquet, Dettingen, Minden, Egypt, Corunna, Martinique 1809, Albuhera, Badajoz, Salamanca, Vittoria, Pyrenees, Nivelle, Toulouse, Peninsula, Waterloo, Alma, Inkerman, Sevastopol, Lucknow, Ashantee 1873–74, Burma 1885–87, Relief of Ladysmith, South Africa 1899–1902, Pekin 1900

- Erster Weltkrieg: Mons, Le Cateau, Retreat from Mons, Marne 1914, Aisne 1914 ’18, La Bassée 1914, Messines 1914 ’17 ’18, Armentières 1914, Ypres 1914 ’17 ’18, Langemarck 1914 ’17, Gheluvelt, Givenchy 1914, Neuve Chapelle, Aubers, Festubert 1915, Loos, Somme 1916 ’18, Albert 1916 ’18, Bazentin, Delville Wood, Pozières, Guillemont, Flers-Courcelette, Morval, Le Transloy, Ancre Heights, Ancre 1916 ’18, Arras 1917, Scarpe 1917, Arleux, Bullecourt, Pilckem, Menin Road, Polygon Wood, Broodseinde, Poelcappelle, Passchendaele, Cambrai 1917 ’18, St. Quentin, Bapaume 1918, Lys, Bailleul, Kemmel, Scherpenberg, Hindenburg Line, Havrincourt, Épéhy, St. Quentin Canal, Beaurevoir, Selle, Valenciennes, Sambre, France and Flanders 1914–18, Piave, Vittorio Veneto, Italy 1917–18, Doiran 1917 ’18, Macedonia 1915–18, Suvla, Sari Bair, Landing at Suvla, Scimitar Hill, Gallipoli 1915–16, Rumani, Egypt 1915–17, Gaza, El Mughar, Jerusalem, Jericho, Tell ’Asur, Megiddo, Nablus, Palestine 1917–18, Tigris 1916, Kut al Amara 1917, Baghdad, Mesopotamia 1916–18

- Zweiter Weltkrieg: Dyle, Defence of Escaut, St. Omer-La Bassée, Caen, Esquay, Falaise, Nederrijn, Lower Maas, Venlo Pocket, Ourthe, Rhineland, Reichswald, Goch, Weeze, Rhine, Ibbenburen, Aller, North-West Europe 1940 ’44–45, Madagascar, Middle East 1942, Donbaik, North Arakan, Kohima, Mandalay, Ava, Burma 1943–45